# Diádocos

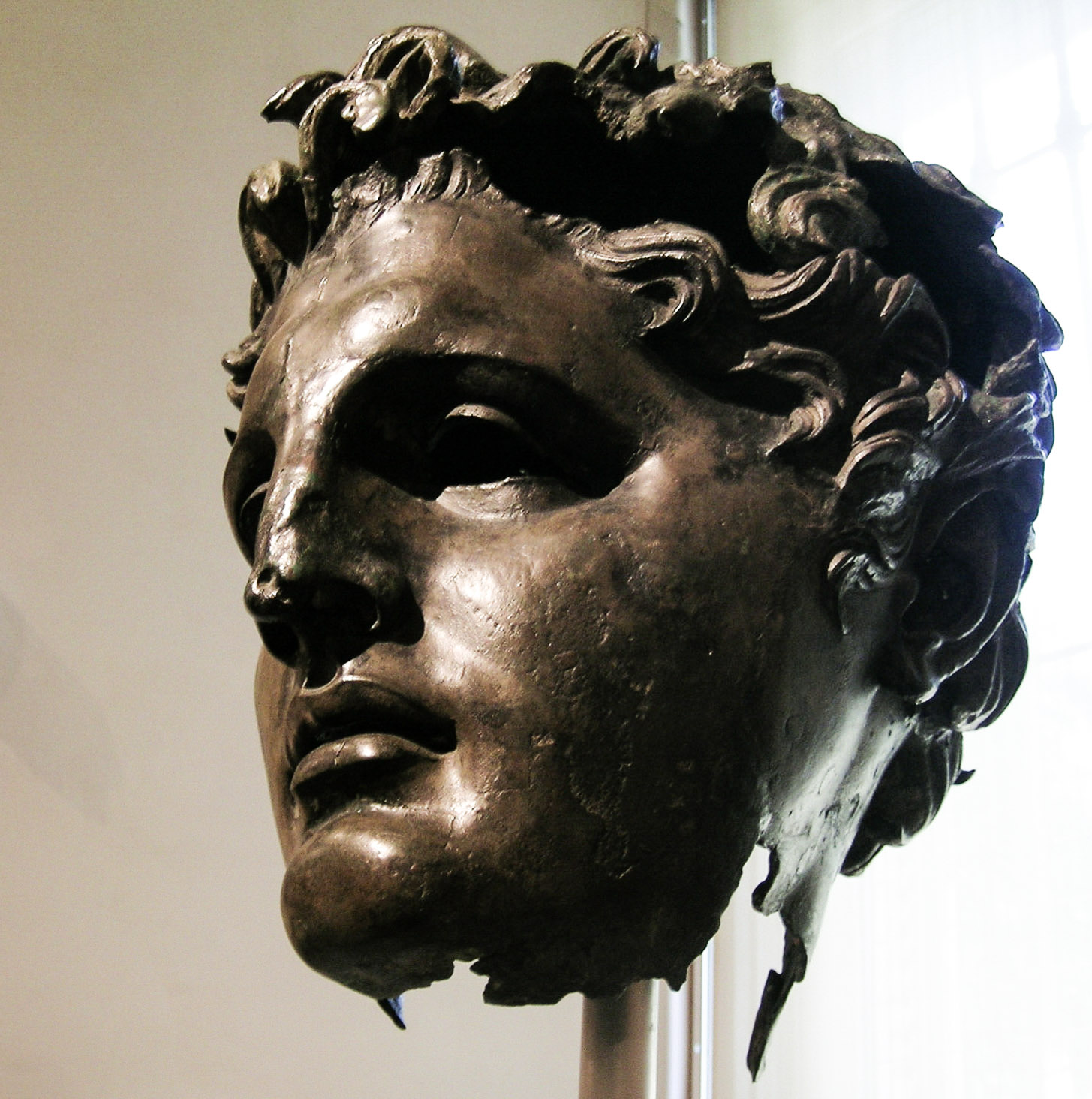
Cabeça de Demétrio Poliorcetes. Bronze. 300-280 a. C. Museu do Prado, Madrid.

Diádocos (em grego clássico: Διάδοχοι; romaniz.: Diádochoi; lit. "sucessores"), na história do Helenismo, foram os generais de Alexandre, o Grande que guerrearam entre si pelo Império Macedônico. O termo, porém, ainda servia para designar o fundador de uma escola filosófica, razão pela qual era sinônimo de escolarca. No Reino da Grécia, era o título que designava o príncipe herdeiro.